# I don't want to talk about it
I don't want to talk about it is een nummer van Crazy Horse dat werd geschreven door Danny Whitten. Het nummer werd uitgebracht op hun debuutalbum zonder Neil Young, eveneens Crazy Horse genaamd. Tientallen artiesten coverden het; Rod Stewart en Everything But The Girl hadden er een internationale hit mee.

## Achtergrond
Het nummer is een rustige ballad over een zanger met een gebroken hart. Hij wil er niet over praten, maar vraagt zijn ex-geliefde om zelf naar de pijn in zijn hart te luisteren.
Toen Whitten het had geschreven, ontbeerde het naar zijn mening nog een tweede couplet. Whitten kon zich er echter niet veel meer voor interesseren. Hij was zo ziek door zijn heroïneverslaving, dat hij zich er niet meer toe kon zetten het te schrijven. Bandlid Nils Lofgren schreef er vervolgens een paar regels bij, zodat het klaar was voor het album. Vervolgens speelden zij het op akoestische gitaars met ondersteuning op de slidegitaar van Ry Cooder. Daarna speelde hij het niet meer voor Crazy Horse, omdat hij door zijn verslaving uit de band werd gezet. Hij kreeg nog wel een tweede kans bij Neil Young, maar ook daar hees hij zich niet meer op de rails.

## Rod Stewart
Het nummer kwam in de jaren zeventig onder de aandacht van de Britse muzikant Rod Stewart die het in 1975 voor het eerst opnam en op zijn album Atlantic crossing plaatste. Het werd opgepakt door zijn fans en, door hun enthousiasme ervoor, besloot hij het in maart 1977 eerst in het Verenigd Koninkrijk uit te brengen op vinylsingle. In juni dat jaar volgden Europa, Australië en Nieuw-Zeeland. In december 1979 en in 1990 bracht hij het ook uit in de VS en Canada.

## Achtergrond
De plaat sloeg aan in verschillende landen en stond in Stewarts' thuisland het Verenigd Koninkrijk vier weken op nummer 1 in de UK Singles Chart.
Op dat moment vierde koningin Elizabeth haar 25-jarige jubileum op de Britse troon. Terwijl Stewart meerdere weken domineerde op de hoogste positie van de UK Singles Chart, was er op dat moment nog een plaat erg populair. Dat was het Elizabeth-kritische God save the queen van de Sex Pistols dat in vrijwel alle andere belangrijke hitlijsten op nummer 1 stond, maar in de officiële Singles Chart op nummer 2 bleef steken. De nummer 1-notering van Stewart is daarom voor sommigen controversieel, omdat zij het vermoeden hebben dat de Sex Pistols tijdens de jubileumweek opzettelijk van de hoogste notering werden afgehouden.
In Nederland werd de plaat op zaterdag 11 juni 1977 door de omroepen NOS, VARA, KRO en NCRV verkozen tot de 325e Troetelschijf van de week op Hilversum 3 en werd een hit in de destijds twee landelijke hitlijsten op de nationale publieke popzender. De plaat bereikte de 3e positie in zowel de Nationale Hitparade als de Nederlandse Top 40. In de op Hemelvaartsdag 27 mei 1976 gestarte Europese hitlijst op Hilversum 3, de TROS Europarade, werd de 7e positie behaald 
In België bereikte de plaat de 11e positie in de voorloper van de Vlaamse Ultratop 50 en de 7e positie in de Vlaamse Radio 2 Top 30. In Wallonië werd de 36e positie bereikt. 

## Hitnoteringen

#### versie Rod Stewart
| Land                                                | jaar | piekpositie | aantal weken |
| --------------------------------------------------- | ---- | ----------- | ------------ |
| Verenigd Koninkrijk                                 | 1977 | 1           | 13           |
| Nieuw-Zeeland                                       | 1977 | 2           | 27           |
| Nederland (Nationale Hitparade, Nederlandse Top 40) | 1977 | 3           | 9            |
| Ierland                                             | 1977 | 4           | 9            |
| België (Vlaamse Ultratop 50)                        | 1977 | 11          | 6            |
| Duitsland                                           | 1977 | 44          | 4            |
| Verenigde Staten (Billboard Hot 100)                | 1980 | 46          | 11           |
| Verenigde Staten (Adult Contemporary)               | 1990 | 2           | 24           |

### NPO Radio 2 Top 2000
| Nummer met noteringen in de NPO Radio 2 Top 2000 | '99  | '00 | '01  | '02  | '03  | '04  | '05  | '06  | '07  | '08  | '09  | '10  | '11  | '12  | '13  | '14  | '15  | '16  | '17  | '18-'19 | '20  | '21  | '22  | '23  |
| ------------------------------------------------ | ---- | --- | ---- | ---- | ---- | ---- | ---- | ---- | ---- | ---- | ---- | ---- | ---- | ---- | ---- | ---- | ---- | ---- | ---- | ------- | ---- | ---- | ---- | ---- |
| I Don't Want to Talk About It                    | 1166 | -   | 1427 | 1712 | 1715 | 1561 | 1655 | 1557 | 1973 | 1668 | 1575 | 1528 | 1753 | 1809 | 1773 | 1642 | 1634 | 1935 | 1864 | -       | 1884 | 1688 | 1970 | 1988 |

1. ↑  Een '-' betekent dat het nummer niet was genoteerd en een vetgedrukt getal geeft de hoogste notering aan.
2. ↑  Deze tabel is bijgewerkt tot en met de laatste editie (2024).

## Everything But The Girl
Het Britse duo Everything But The Girl bracht het nummer in 1988 uit op single. Er verscheen zowel een 7" vinylsingle met twee nummers als een 12" maxi vinylsingle met vier nummers. Op de B-kant van de standaardsingle stond  Oxford Street van de leadzangeres Tracey Thorn. Daarnaast werd het toegevoegd aan het album Idlewild, waarvan de eerste versies zonder dit nummer verschenen.
Het duo bracht deze cover min of meer uit frustratie uit vanwege het uitblijven van succes en de kritiek die ze gehad hadden op de wisselende muziekkeuze op elk van hun drie albums tot dan toe. Ben Watt, de tweede uit het duo, liet in 1996 weten dat ze toen maar voor dit nummer hadden gekozen uit verzet tegen die kritiek.
In tegenstelling tot de eerdere resultaten, behaalden ze er onverwacht een hit mee in verschillende landen en kwam het in hun eigen land op nummer 3 terecht. Hierdoor bereikten ze voor het eerst sinds hun bestaan een top 10-notering. Het succes van de single zorgde ervoor dat ze een nieuwe groep luisteraars aan zich bonden. Tussen hen bevonden zich ook oudere liefhebbers die een andere muziekstijl van hen verwachtten. Dit plaatste ze opnieuw in een hokje waar ze juist uit wilden blijven.
| Land                                    | piekpositie | aantal weken |
| --------------------------------------- | ----------- | ------------ |
| Verenigd Koninkrijk                     | 3           | 9            |
| Ierland                                 | 3           | 6            |
| Nieuw-Zeeland                           | 19          | 8            |
| Nederland (Nationale Hitparade Top 100) | 85          | 2            |

## Andere covers en versies
Naast de covers van Rod Stewart en Everything But The Girl was het nummer populair bij tientallen artiesten. Enkele voorbeelden van hen die het ook uitbrachten zijn Ian Matthews (1974), Rita Coolidge (1977), Piet Veerman (1980), Indigo Girls (1993), Nils Lofgren (1993), Smokie (2000), Elisabeth Andreassen (2004), Michael Ball (2006), Joe McElderry (2012) en Marit Larsen (2014). De versie van Crazy Horse werd vooral sinds de eeuwwisseling weer uitgebracht, zowel op verzamelalbums met diverse artiesten als van Crazy Horse zelf.